# Şehzade Mehmed Abdülhalim
Şehzade Mehmed Abdülhalim Efendi (turco ottomano: شهزادہ محمد عبدالحلیم; Istanbul, 28 settembre 1894 – Parigi, 26 maggio 1926) è stato un principe ottomano, figlio di Şehzade Selim Süleyman e nipote del sultano Abdülmecid I.

## Origini
Şehzade Mehmed Abdülhalim nacque il 28 settembre 1894 a Palazzo Feriye, Istanbul. Suo padre era Şehzade Selim Süleyman, figlio del sultano ottomano Abdülmecid I e una delle sue consorti, Serfiraz Hanim. Sua madre era la terza consorte del padre, Fatma İkbal Hanım. Era il primo figlio di suo padre e l'unico di sua madre. Aveva un fratellastro e una sorellastra minore, Şehzade Mehmed Şerafeddin e Emine Naciye Sultan. 
Venne circonciso nel 1899, insieme a numerosi parenti, fra cui Şehzade Abdürrahim Hayri, figlio del sultano Abdülhamid II, e Şehzade Mehmed Cemaleddin, figlio di Şehzade Mehmed Şevket e nipote del sultano Abdülaziz I.

## Istruzione e carriera
Nel 1914 Abdülhalim, insieme a Şehzade Abdürrahim Hayri, Şehzade Osman Füad e, più tardi, Şehzade Ömer Faruk, venne inviato all'Accademia militare di Potsdam, in Germania, come ospiti del Kaiser Guglielmo II. 
I quattro principi servirono nella Guardia Imperiale degli Ussari, il reggimento privato del Kaiser. Dopo il diploma, Abdülhalim servì come capitano alla corte imperiale di Berlino. 
Rientrato in patria, prestò servizio attivo fra il 1912 e il 1922. Prese parte alle guerre balcaniche, rimanendo ferito, e alla Prima Guerra mondiale, dove guidò i reparti automobilistici col grado di Colonnello. Era popolare fra il popolo e supportò i movimenti di Ankara, aiutando i profughi in fuga verso l'Anatolia. 
Dal 1918 servì come maggiore di fanteria e aiutante di campo onorario del sultano.

## Morte
Nel 1924 la famiglia imperiale fu esiliata e Abdülhalim si trasferì a Parigi con la famiglia. Morì lì il 26 maggio 1926 e venne sepolto nel cimitero del Monastero di Solimano a Damasco, in Siria.

## Famiglia
Abdülhalim ebbe una sola consorte:
- Samiye Hanim. (1 febbraio 1896 - 1947). Nata a Üsküdar, si sposarono il 10 agosto 1913 a villa Nisbettiye. Seguito il marito in esilio, morì nel 1947 a Parigi e venne sepolta nel cimitero di Bobigny, in Francia.

Da lei ebbe una figlia e un figlio:
- Fatma Samire Sultan (21 gennaio 1920 - 6 gennaio 2000). Nata a Istanbul a Villa Nisbettiye, sposò Hüseyin Shevki a Il Cairo, nel 1947. Dopo la caduta della monarchia d'Egitto si trasferirono a Rio de Janeiro, in Brasile, dove nel 1951 nacque la loro unica figlia, Necla Hanımsultan. Morì a New York e venne sepolta nel cimitero di Washington Park, Missouri.
- Şehzade Cengiz (23 dicembre 1925 - 10 ottobre 1950). Nato e morto in esilio a Parigi, non si sposò né ebbe figli. Sepolto nel cimitero di Bobigny.

## Gradi e onorificenze

### Incarichi militari
Stranieri
- c. 1912 : Capitano dell'esercito tedesco

Ottomani
- c. 1915 : Colonnello, esercito ottomano c. 1918 : Maggiore generale di fanteria, esercito ottomano

Incarichi onorari
- c. 1918 : Aiutante di campo del Sultano

### Onorificenze
Abdülhalim venne insignito delle seguenti onorificenze:
- Ordine della Distinzione, ingioiellato
- Ordine della Gloria, ingioiellato
- Ordine di Osmanie, ingioiellato
- Ordine di Mejīdiyye, ingioiellato
- Medaglia di Imtiaz, argento
- Medaglia di Imtiaz, oro
- Medaglia di Liyakat, oro
- Medaglia di guerra turca, oro
- Medaglia di guerra Imtiyaz, oro
- Medaglia di guerra greca

## Vita privata
Abdülhalim ereditò la villa di suo padre a Bebek conosciuta come "Nisbettiye Mansion". 
Nel 1908 il sultano Abdülhamid II, fratellastro di suo padre, organizzò il matrimonio fra suo figlio Şehzade Abdürrahim Hayri e Naciye Sultan, sorellastra di Abdülhalim.
La famiglia di lei era contraria, perché la ragazza aveva solo dodici anni, ma non poté opporsi al sultano e il fidanzamento venne concluso. 
Nel 1909 Abdülhamid II venne deposto e salì al trono Mehmed V, anche lui fratellastro del padre di Abdülhalim. In quell'anno, Abdülhalim ricevette una lettera che lo minacciava di morte se il fidanzamento di Naciye non fosse stato rotto. Sua madre Ikbal Hanim informò il sultano della cosa, e lui incaricò il suo segretario, Halid Ziya Uşaklıgil, di indagare. Si scoprì che Abdülhalim si era scritto la lettera da solo, nella speranza di impedire il matrimonio della sorella. Malgrado sia stato rimproverato per il suo comportamento, Mehmed V accolse la richiesta e ruppe il fidanzamento, sposando invece Naciye col suo ministro della Guerra Ismail Enver, gradito alla famiglia di lei.